# گرین وود
گرین وود (به انگلیسی: Greenwood) شهری در بریتیش کلمبیای کانادا است که در ناحیه مرزی کوتنای واقع شده‌است.

## خصوصیات
گرین وود ۲٫۵۲ کیلومترمربع مساحت و کوچک‌ترین شهر کشور کانادا است که۷۰۸ نفر جمعیت دارد و ۷۷۰ متر بالاتر از سطح دریا واقع شده‌است.